# 左輔 (成化進士)
左輔（1450年—？），字廷弼，江西南昌府進賢縣三十八都人，匠籍，明朝政治人物。

## 生平
成化十六年（1480年）庚子科江西鄉試第二十六名舉人。成化十七年（1481年）聯捷辛丑科會試第九十三名，三甲第十三名進士。授行人司行人。

## 家族
曾祖左思忠；祖父左叔恭；父左原道，母余氏。慈侍下。